# Bahnstrecke Saragossa–Canfranc
| Blick auf die Mallos de Riglos (km 128), 2013 |                                                         |                                                           |                                                           |
| Die Strecke (in rot) im spanischen Gesamtnetz. |                                                         |                                                           |                                                           |
| Streckenlänge: | 187,7 km                                                |                                                           |                                                           |
| Spurweite: | 1668 mm, in Vorbereitung: 1435 mm                       |                                                           |                                                           |
| Stromsystem: | Saragossa–Tardienta 3 kV =                              |                                                           |                                                           |
| Stromsystem: | Tardienta–Huesca, geplant Gesamtstrecke 25 kV / 50 Hz ~ |                                                           |                                                           |
| Maximale Neigung: | 20 ‰                                                    |                                                           |                                                           |
| Minimaler Radius: | 200 m                                                   |                                                           |                                                           |
| Zugbeeinflussung: | In Vorbereitung: ERTMS                                  |                                                           |                                                           |
| |                                                         |                                                           |                                                           |
| \| \| (293,7 \| Valencia Norte \| 16 m) \| \| \| (270,0 \| Sagunt Beginn strategische Bahn \| 42 m) \| \| \| (132,2 \| Teruel \| 876 m) \| \| \| (68,7(0,0) \| Caminreal-Fuentes Claras 1 \| 916 m) \| \| \| \| strategische Bahn Richtung Santander \| \| \| \| (70,7) \| Cariñena \| 602 m \| \| \| \| \| \| \| \| (103,0) \| María de Huerva geplanter Beginn \| 340 m \| \| \| \| \| \| \| \| \| Südumfahrung n. La Cartuja, auch 2 \| \| \| \| (113,6) \| Bifurcación de Teruel (Abzw dorthin) \| Bifurcación de Teruel (Abzw dorthin) \| \| \| \| PLAZA 3 – von Madrid, auch \| \| \| \| \| von Pamplona, ab Casetas \| \| \| \| 0,0 \| Saragossa Delicias \| 185 m \| \| \| 2,73 \| Saragossa Portillo — Stadttunnel \| Saragossa Portillo — Stadttunnel \| \| \| 3,88 \| Saragossa Goya \| Saragossa Goya \| \| \| \| Huerva \| \| \| \| 4,96 \| Saragossa Miraflores \| 222 m \| \| \| (10,36) \| La Cartuja 4 — nach Reus / 5 \| La Cartuja 4 — nach Reus / 5 \| \| \| \| \| \| \| \| \| San Gregorio / Arrabal Opelwerk, MercaZaragoza 6 \| \| \| \| \| \| \| \| \| \| Ebro \| \| \| \| 16,33 \| San Juan de Mozarrifar \| 222 m \| \| \| 21,53 \| Villanueva de Gállego \| 244 m \| \| \| 34,79 \| Zuera geplantes Ende \| 283 m \| \| \| (0,00) \| Internationaler Verkehr 1929–1970 \| Internationaler Verkehr 1929–1970 \| \| \| 42,38 \| Ontinar de Salz \| 321 m \| \| \| (14,88) \| Gurrea de Gállego \| 345 m \| \| \| 52,62 \| Almudévar \| 360 m \| \| \| 62,02 \| Tardienta 3. Schiene, 25 kV ~ \| 383 m \| \| \| \| nach Lleida (nur Breitspur, 3 kV =) \| \| \| \| (24,55) \| Ortilla-Marracos \| 399 m \| \| \| 74,56 \| Vicién \| 383 m \| \| \| 83,51 \| Huesca Ende Infrastruktur \| 458 m \| \| \| \| \| \| \| \| 87,0 \| Hoya de Huesca PLHUS 7 gepl. Ende Dreischienengleis \| Hoya de Huesca PLHUS 7 gepl. Ende Dreischienengleis \| \| \| \| \| \| \| \| 92,0 \| Alerre 8 \| 494 m \| \| \| 99,2 \| Plasencia del Monte \| 493 m \| \| \| (35,05) \| Piedramorrera-Biscarrués \| 469 m \| \| \| (39,75) \| Abkürzung von Zuera, 1929–1970 \| Abkürzung von Zuera, 1929–1970 \| \| \| 110,96 \| Turuñana \| 511 m \| \| \| 118,47 \| Ayerbe \| 577 m \| \| \| 125,21 \| Riglos Concilio \| 577 m \| \| \| 128,51 \| Riglos Apeadero \| Riglos Apeadero \| \| \| 137,11 \| Santa María y la Peña \| 546 m \| \| \| 142,89 \| Anzánigo \| 595 m \| \| \| 156,05 \| Caldearenas-Aquilué \| 647 m \| \| \| 167,02 \| Orna de Gállego \| 715 m \| \| \| 177,80 \| Sabiñánigo \| 780 m \| \| \| 187,40 \| Navasa \| 867 m \| \| \| 193,730,00 \| Jaca – ab hier 19 Tunnels 9 \| 827 m \| \| \| 6,20 \| Castiello Pueblo \| 880 m \| \| \| \| Tunnel 5 (429 m) \| \| \| \| 8,68 \| Castiello \| 909 m \| \| \| \| Viaducto de Cenarbe (357 m) \| \| \| \| \| Tunnels 8 (375 m) und 6 (898 m) \| \| \| \| \| Tunnel 10 (394 m) \| \| \| \| 17,41 \| Villanúa-Letranz \| 1073 m \| \| \| \| Nr. 16 (498 m), 17 (921 m), 18 (418 m) \| \| \| \| \| Breitspur (1.668 mm), Umstellung ... \| \| \| \| \| ... auf Normalspur in Vorbereitung.[1] \| \| \| \| 24,67308,50 \| Canfranc (verlegt 2021) \| 1195 m \| \| \| \| blau: geplante Durchbindung \| \| \| \| \| Silos, Zementwerk \| \| \| \| \| \| \| \| \| \| Normalspurig (1.435 mm) Somport-Eisenbahntunnel (7.874 m) \| \| \| \| \| \| \| \| \| 303,29 \| Spanien / Frankreich – Scheitelpkt. \| 1211 m \| \| \| 300,12 \| nach Pau (km ab Toulouse) \| nach Pau (km ab Toulouse) \| 1 Kilometrierung Richtung Valencia ab Calatayud 2 Alta Velocidad Española (AVE), eigenes Normalspurgleis unter 25 kV ~ 3 LogistikPLAttform ZAragoza 4 Geplante Endstation der 5 AVE über Lleida nach Barcelona 6 Nahrungsmittellogistik 7 Plataforma Logística Huesca Sur (Süd) 8 Seit 2011 Endpunkt des Radwegs auf der ehem. Trasse 9 erwähnt ab 375 m |                                                         |                                                           |                                                           |
| | (293,7                                                  | Valencia Norte                                            | 16 m)                                                     |
| Kopfbahnhof Streckenanfang und quer · Abzweig geradeaus, nach rechts und von rechts | (270,0                                                  | Sagunt Beginn strategische Bahn                           | 42 m)                                                     |
| | (132,2                                                  | Teruel                                                    | 876 m)                                                    |
| | (68,7(0,0)                                              | Caminreal-Fuentes Claras 1                                | 916 m)                                                    |
| |                                                         | strategische Bahn Richtung Santander                      |                                                           |
| | (70,7)                                                  | Cariñena                                                  | 602 m                                                     |
| |                                                         |                                                           |                                                           |
| | (103,0)                                                 | María de Huerva geplanter Beginn                          | 340 m                                                     |
| |                                                         |                                                           |                                                           |
| Strecke von links · Strecke von rechts |                                                         | Südumfahrung n. La Cartuja, auch 2                        | Südumfahrung n. La Cartuja, auch 2                        |
| | (113,6)                                                 | Bifurcación de Teruel (Abzw dorthin)                      | Bifurcación de Teruel (Abzw dorthin)                      |
| Abzweig geradeaus, nach links und von links · Dienststation / Betriebs- oder Güterbahnhof quer |                                                         | PLAZA 3 – von Madrid, auch                                | PLAZA 3 – von Madrid, auch                                |
| Abzweig geradeaus, nach links und von links · Strecke quer |                                                         | von Pamplona, ab Casetas                                  | von Pamplona, ab Casetas                                  |
| Bahnhof Tunnelanfang | 0,0                                                     | Saragossa Delicias                                        | 185 m                                                     |
| Bahnhof (im Tunnel) | 2,73                                                    | Saragossa Portillo — Stadttunnel                          | Saragossa Portillo — Stadttunnel                          |
| Haltepunkt / Haltestelle (im Tunnel) | 3,88                                                    | Saragossa Goya                                            | Saragossa Goya                                            |
| Brücke über Wasserlauf · Brücke über Wasserlauf |                                                         | Huerva                                                    | Huerva                                                    |
| Strecke · Bahnhof Tunnelende | 4,96                                                    | Saragossa Miraflores                                      | 222 m                                                     |
| Strecke quer · Abzweig quer, nach links und nach rechts · Dienststation / Betriebs- oder Güterbahnhof quer · Abzweig geradeaus, nach rechts und von rechts | (10,36)                                                 | La Cartuja 4 — nach Reus / 5                              | La Cartuja 4 — nach Reus / 5                              |
| |                                                         |                                                           |                                                           |
| |                                                         | San Gregorio / Arrabal Opelwerk, MercaZaragoza 6          |                                                           |
| |                                                         |                                                           |                                                           |
| Brücke über Wasserlauf |                                                         | Ebro                                                      | Ebro                                                      |
| Dienststelle, ehemals Bahnhof | 16,33                                                   | San Juan de Mozarrifar                                    | 222 m                                                     |
| Bahnhof | 21,53                                                   | Villanueva de Gállego                                     | 244 m                                                     |
| Dienststelle, ehemals Bahnhof | 34,79                                                   | Zuera geplantes Ende                                      | 283 m                                                     |
| | (0,00)                                                  | Internationaler Verkehr 1929–1970                         | Internationaler Verkehr 1929–1970                         |
| Haltepunkt / Haltestelle | 42,38                                                   | Ontinar de Salz                                           | 321 m                                                     |
| Bahnhof (Strecke außer Betrieb) | (14,88)                                                 | Gurrea de Gállego                                         | 345 m                                                     |
| Dienststelle, ehemals Bahnhof · Strecke (außer Betrieb) | 52,62                                                   | Almudévar                                                 | 360 m                                                     |
| Bahnhof · Strecke (außer Betrieb) | 62,02                                                   | Tardienta 3. Schiene, 25 kV ~                             | 383 m                                                     |
| Strecke (außer Betrieb) |                                                         | nach Lleida (nur Breitspur, 3 kV =)                       | nach Lleida (nur Breitspur, 3 kV =)                       |
| Strecke · Bahnhof (Strecke außer Betrieb) | (24,55)                                                 | Ortilla-Marracos                                          | 399 m                                                     |
| ehemaliger Haltepunkt / Haltestelle · Strecke | 74,56                                                   | Vicién                                                    | 383 m                                                     |
| Kopfbahnhof Streckenanfang und quer · Abzweig quer und von links · Abzweig geradeaus, nach rechts und von rechts · Strecke (außer Betrieb) | 83,51                                                   | Huesca Ende Infrastruktur                                 | 458 m                                                     |
| |                                                         |                                                           |                                                           |
| Strecke · Strecke (außer Betrieb) | 87,0                                                    | Hoya de Huesca PLHUS 7 gepl. Ende Dreischienengleis       | Hoya de Huesca PLHUS 7 gepl. Ende Dreischienengleis       |
| |                                                         |                                                           |                                                           |
| Strecke (außer Betrieb) | 92,0                                                    | Alerre 8                                                  | 494 m                                                     |
| Dienststelle, ehemals Bahnhof · Strecke (außer Betrieb) | 99,2                                                    | Plasencia del Monte                                       | 493 m                                                     |
| Strecke nach halblinks · Bahnhof (Strecke außer Betrieb) | (35,05)                                                 | Piedramorrera-Biscarrués                                  | 469 m                                                     |
| Abzweig geradeaus und von halbrechts | (39,75)                                                 | Abkürzung von Zuera, 1929–1970                            | Abkürzung von Zuera, 1929–1970                            |
| ehemaliger Bahnhof | 110,96                                                  | Turuñana                                                  | 511 m                                                     |
| Bahnhof | 118,47                                                  | Ayerbe                                                    | 577 m                                                     |
| Dienststelle, ehemals Bahnhof | 125,21                                                  | Riglos Concilio                                           | 577 m                                                     |
| Haltepunkt / Haltestelle | 128,51                                                  | Riglos Apeadero                                           | Riglos Apeadero                                           |
| Bahnhof | 137,11                                                  | Santa María y la Peña                                     | 546 m                                                     |
| Haltepunkt / Haltestelle, ehemals Bahnhof | 142,89                                                  | Anzánigo                                                  | 595 m                                                     |
| Bahnhof | 156,05                                                  | Caldearenas-Aquilué                                       | 647 m                                                     |
| ehemaliger Bahnhof | 167,02                                                  | Orna de Gállego                                           | 715 m                                                     |
| Bahnhof | 177,80                                                  | Sabiñánigo                                                | 780 m                                                     |
| ehemaliger Haltepunkt / Haltestelle | 187,40                                                  | Navasa                                                    | 867 m                                                     |
| Bahnhof | 193,730,00                                              | Jaca – ab hier 19 Tunnels 9                               | 827 m                                                     |
| Haltepunkt / Haltestelle | 6,20                                                    | Castiello Pueblo                                          | 880 m                                                     |
| Tunnel |                                                         | Tunnel 5 (429 m)                                          | Tunnel 5 (429 m)                                          |
| | 8,68                                                    | Castiello                                                 | 909 m                                                     |
| Strecke von links · Strecke von rechts (im Tunnel) · Strecke |                                                         | Viaducto de Cenarbe (357 m)                               | Viaducto de Cenarbe (357 m)                               |
| Tunnel · Strecke |                                                         | Tunnels 8 (375 m) und 6 (898 m)                           | Tunnels 8 (375 m) und 6 (898 m)                           |
| Tunnel · Strecke nach links (im Tunnel) · Strecke nach rechts |                                                         | Tunnel 10 (394 m)                                         | Tunnel 10 (394 m)                                         |
| Haltepunkt / Haltestelle, ehemals Bahnhof | 17,41                                                   | Villanúa-Letranz                                          | 1073 m                                                    |
| Tunnel |                                                         | Nr. 16 (498 m), 17 (921 m), 18 (418 m)                    | Nr. 16 (498 m), 17 (921 m), 18 (418 m)                    |
| Verschwenkung nach rechts und ehemals nach links |                                                         | Breitspur (1.668 mm), Umstellung ...                      | Breitspur (1.668 mm), Umstellung ...                      |
| |                                                         | ... auf Normalspur in Vorbereitung.                       |                                                           |
| Bahnhof · Dienststation / Betriebs- oder Güterbahnhof · Bahnhof | 24,67308,50                                             | Canfranc (verlegt 2021)                                   | 1195 m                                                    |
| Strecke |                                                         | blau: geplante Durchbindung                               | blau: geplante Durchbindung                               |
| Betriebsstelle Streckenende |                                                         | Silos, Zementwerk                                         | Silos, Zementwerk                                         |
| |                                                         |                                                           |                                                           |
| Tunnelanfang (Strecke außer Betrieb) |                                                         | Normalspurig (1.435 mm) Somport-Eisenbahntunnel (7.874 m) | Normalspurig (1.435 mm) Somport-Eisenbahntunnel (7.874 m) |
| |                                                         |                                                           |                                                           |
| Grenze (Strecke außer Betrieb) (im Tunnel) | 303,29                                                  | Spanien / Frankreich – Scheitelpkt.                       | 1211 m                                                    |
| Tunnelende (Strecke außer Betrieb) | 300,12                                                  | nach Pau (km ab Toulouse)                                 | nach Pau (km ab Toulouse)                                 |

Die Bahnstrecke Saragossa–Canfranc ist eine 1928 eröffnete breitspurige Bahnstrecke in Nordspanien von der aragonesischen Hauptstadt Saragossa über Huesca und Jaca nach Canfranc in den Pyrenäen. Ursprünglich bildete sie zusammen mit der französischen Bahnstrecke Pau–Canfranc die Westliche Pyrenäenquerung (Transpirineo / Transpyrénéen occidental), auf der allerdings wegen der unterschiedlichen Spurweiten keine durchgehenden Züge verkehrten. Nach einem Unfall mit einem Güterzug, der auf der französischen Seite eine Brücke zerstörte, ist die internationale Verbindung seit dem Jahr 1970 unterbrochen, so dass nun nur noch Regionalzüge bis Canfranc verkehren. Die Strecke ist zwischen Saragossa und Tardienta mit 3 kV Gleichstrom elektrifiziert. Zwischen Tardienta und Huesca verläuft sie über mehr als 20 km auf einem Dreischienengleis gemeinsam mit der elektrifizierten normalspurigen Schnellfahrstrecke Saragossa–Huesca, wobei Breitspurfahrzeuge dort aber nicht elektrisch verkehren können. Der Streckenabschnitt zwischen Huesca und Canfranc ist nicht elektrifiziert.

## Geschichte
Eröffnet wurde die Strecke im Jahre 1928. 1929 folgte die Abkürzungsstrecke zwischen Zuera und Turuñana, welche die Fahrzeit von Zügen, die nicht über Huesca verkehren, erheblich verringern sollte. 1933 fiel Richtung Sagunt (und damit Valencia) der Umweg über Calatayud weg, nachdem die Schmalspurbahn Saragossa–Cariñena umgespurt und bis Caminreal verlängert worden war.
Der Spanische Bürgerkrieg und anfangs auch der Zweite Weltkrieg führten zwischenzeitlich zu Einschränkungen im Bahnverkehr auf der Strecke, was auch die Verlagerung des Obst- und Gemüsetransports aus dem Süden verhinderte. Im weiteren Kriegsverlauf wurden aber nicht unerhebliche Lieferungen von Spanien an das Deutsche Reich über die Strecke Saragossa–Pau abgewickelt.
Der durch einen entgleisten Güterzug auf der französischen Strecke zwischen Canfranc und Bedous verursachte Einsturz einer Brücke unterbrach 1970 den internationalen Zugverkehr, der zu dieser Zeit ohnehin nur noch gering war. Seitdem verkehren auf spanischer Seite noch zwei tägliche Regionalzüge bis Canfranc, und Mais aus Südfrankreich wird in den hierfür gebauten dortigen Silos von der Straße in Ganzzüge, zuletzt nach Martorell in Katalonien, verladen.
Auch die Verbindungslinie Zuera–Turuñana wird seitdem nicht mehr genutzt und ist inzwischen nicht mehr befahrbar.

### S-Bahn-Projekt
Zur Weltausstellung Expo 2008 wurde für Saragossa ein S-Bahn-Netz (Cercanías) geplant, dessen zweite Linie von María de Huerva kommend die Strecke bis Zuera eingebunden hätte. Aufgrund der Finanzkrise konnte aber nur die erste Linie in einer Minimalversion mit der Endhaltestelle Miraflores umgesetzt werden.

### Touristischer Zug
Im Sommer gibt es seit 2025 unter dem Namen Expreso de Canfranc mittwochs bis sonntags drei touristische Zugpaare mit historischen Fahrzeugen zwischen Jaca und Canfranc.

## Vorbereitung für durchgehenden internationalen Verkehr
Im Jahr 2003 wurde die Schnellfahrstrecke Saragossa–Huesca eröffnet. Diese verläuft von Saragossa bis Tardienta auf einem im Wesentlichen parallel zum bestehenden Breitspurgleis verlegten Normalspurgleis. Auf dem anschließenden Abschnitt von Tardienta bis Huesca wurde ein Dreischienengleis verlegt, auf dem sowohl Normalspurfahrzeuge (elektrisch mit 25 kV / 50 Hz Wechselstrom) als auch Breitspurfahrzeuge (nur in Dieseltraktion) verkehren können. Im Bahnhof Huesca gibt es seitdem zwei Normalspurgleise und vier Breitspurgleise. Von letzteren verfügt aber nur eines über einen Bahnsteig. Im Bahnhofsvorfeld wurde eine Spurwechselanlage eingerichtet, auf der entsprechend ausgerüstete Züge von Breitspur auf Normalspur (und umgekehrt) umgespurt werden können.
Bis zum Jahr 2007 mussten Züge, die von Saragossa nach Canfranc fuhren und im Kopfbahnhof von Huesca hielten, nach dem Halt die ganze Stichstrecke zurücksetzen, um danach wieder die Abzweigung in Richtung Canfranc vorwärts zu befahren. Ein entsprechendes Verfahren war in der Gegenrichtung erforderlich. 2007 wurde eine neue Umgehungsstrecke südlich von Huesca eröffnet. Seitdem wechseln die über Huesca verkehrenden Züge in Huesca die Fahrtrichtung. Züge, die die Umgehungsstrecke ohne den Umweg über Huesca befahren, können ohne Fahrtrichtungswechsel verkehren.
Planungen für eine Wiederaufnahme der Bahnverbindung nach Frankreich gab es immer wieder. Auf französischer Seite wurde die Strecke zwischen Pau und Oloron-Sainte-Marie bis 2010 renoviert, der nächste Abschnitt bis Bedous folgte bis 2016. Die erneute Inbetriebnahme des dann noch fehlenden, mehrfach unterbrochenen Streckenabschnitts zwischen Bedous und Canfranc ist für 2032 geplant (Stand Ende 2024).
Um zu diesem Zeitpunkt eine durchgehende Verbindung in Normalspur zur Verfügung stellen zu können, hat der spanische Netzbetreiber ADIF seine gesamte Strecke über Huesca abschnittweise von 2022 bis Mitte 2025 modernisiert, dabei umspurbare Schwellen verlegt und die Kreuzungsmöglichkeiten auf eine Länge von mindestens 450 m (bis einschließlich Santa María y la Peña 750 m) umgebaut. Zusammen mit der Umspurung selbst soll auch das europäische Streckenmanagement ERTMS zur Verfügung stehen. Elektrifiziert wird mit 25 kV Wechselstrom zunächst Richtung Teruel, um auch diese Provinzhauptstadt mit direkten Hochgeschwindigkeitszügen von Madrid über eine der Spurwechselanlagen bei Saragossa zu erreichen, und weiter bis Sagunt, um eine Achse für den Güterverkehr zwischen dem Atlantik- und dem Mittelmeerkorridor der Transeuropäischen Netze herzustellen.

## Wichtige Bauwerke
Imposantestes Bauwerk ist der Bahnhof Canfranc, der als Umstiegsbahnhof (Wechsel von Normalspur auf die Iberische Breitspur) und Warenumschlagspunkt äußerst üppig dimensioniert wurde und ein Hauptgebäude von 250 m Länge mit ursprünglich 27 Gleisen aufweist. Nach der Verkleinerung verblieben 2021 noch drei Bahnsteiggleise in der früheren hinteren Umschlaghalle und zwei Gütergleise dahinter.
Außerdem bedeutend ist das Viadukt von Cenarbe mit seinen 28 Bögen und etwa 357 m Länge.

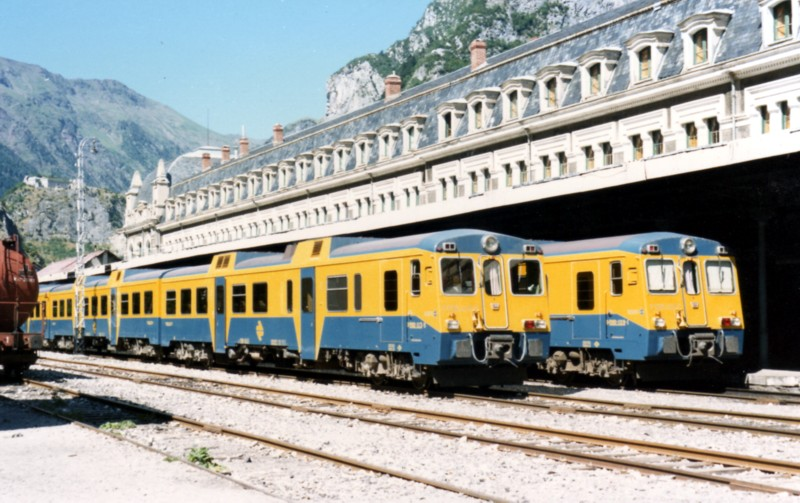
Spanische Regionalzüge im Bahnhof Canfranc, 1985 noch am Hauptgebäude
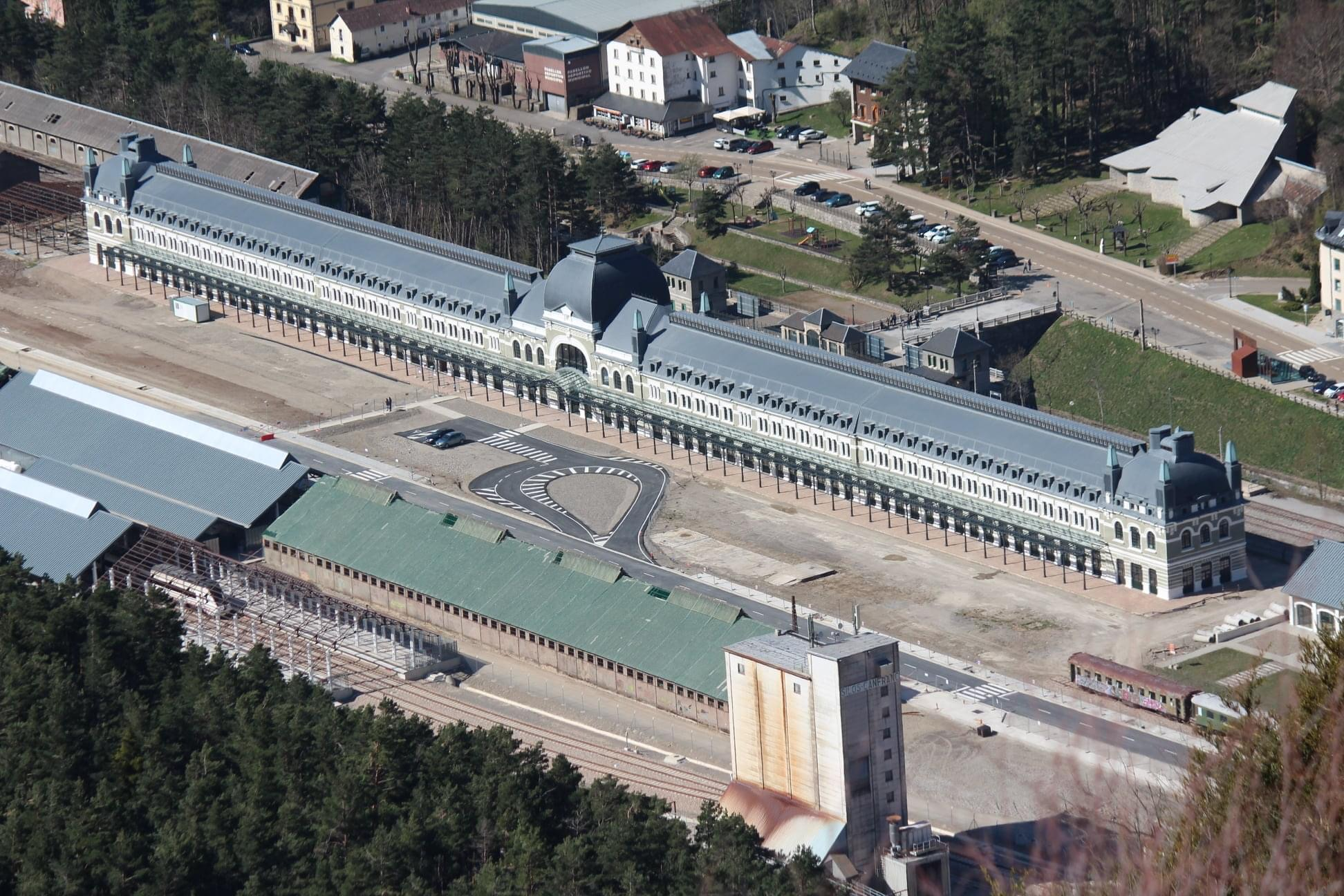
Nach Renovierung der Fassade des alten und Eröffnung des verkleinerten Bahnhofs Canfranc, April 2021
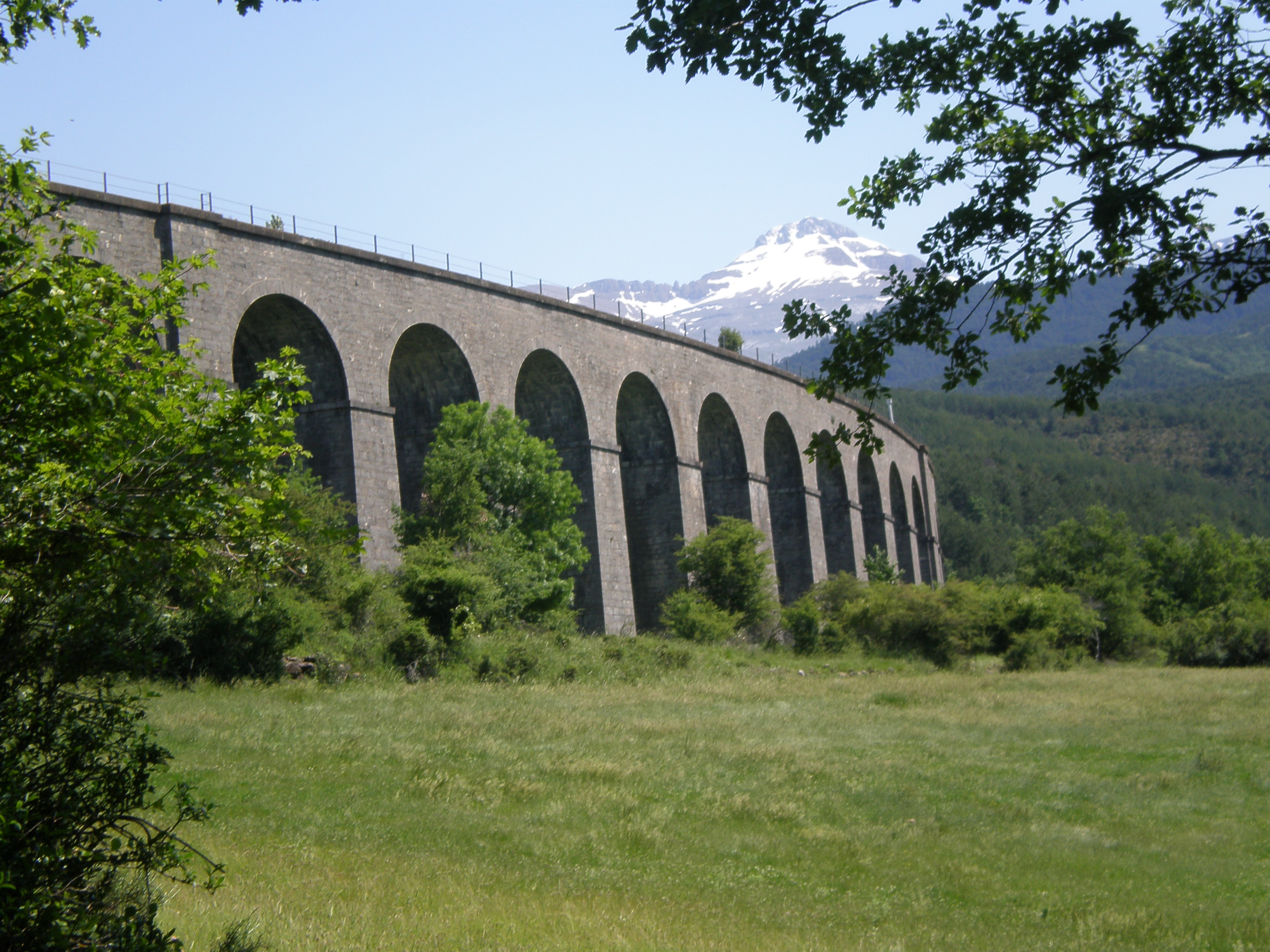
Das Viadukt von Cenarbe oder San Juan
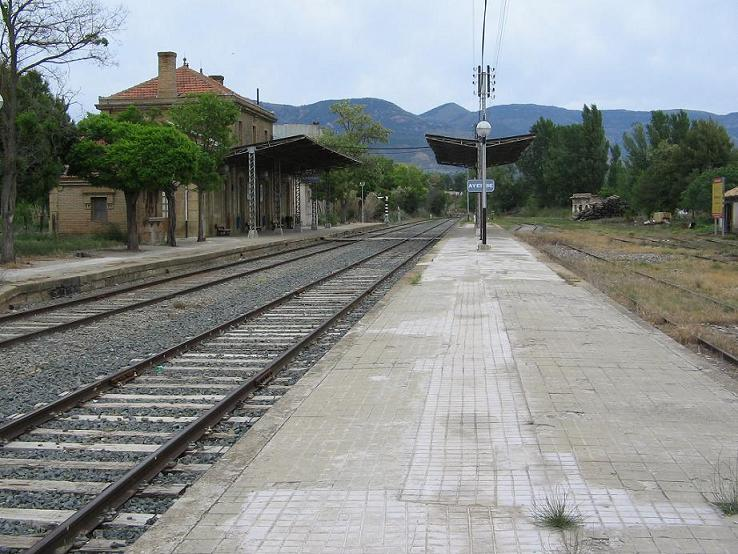
Bahnhof Ayerbe, 2005
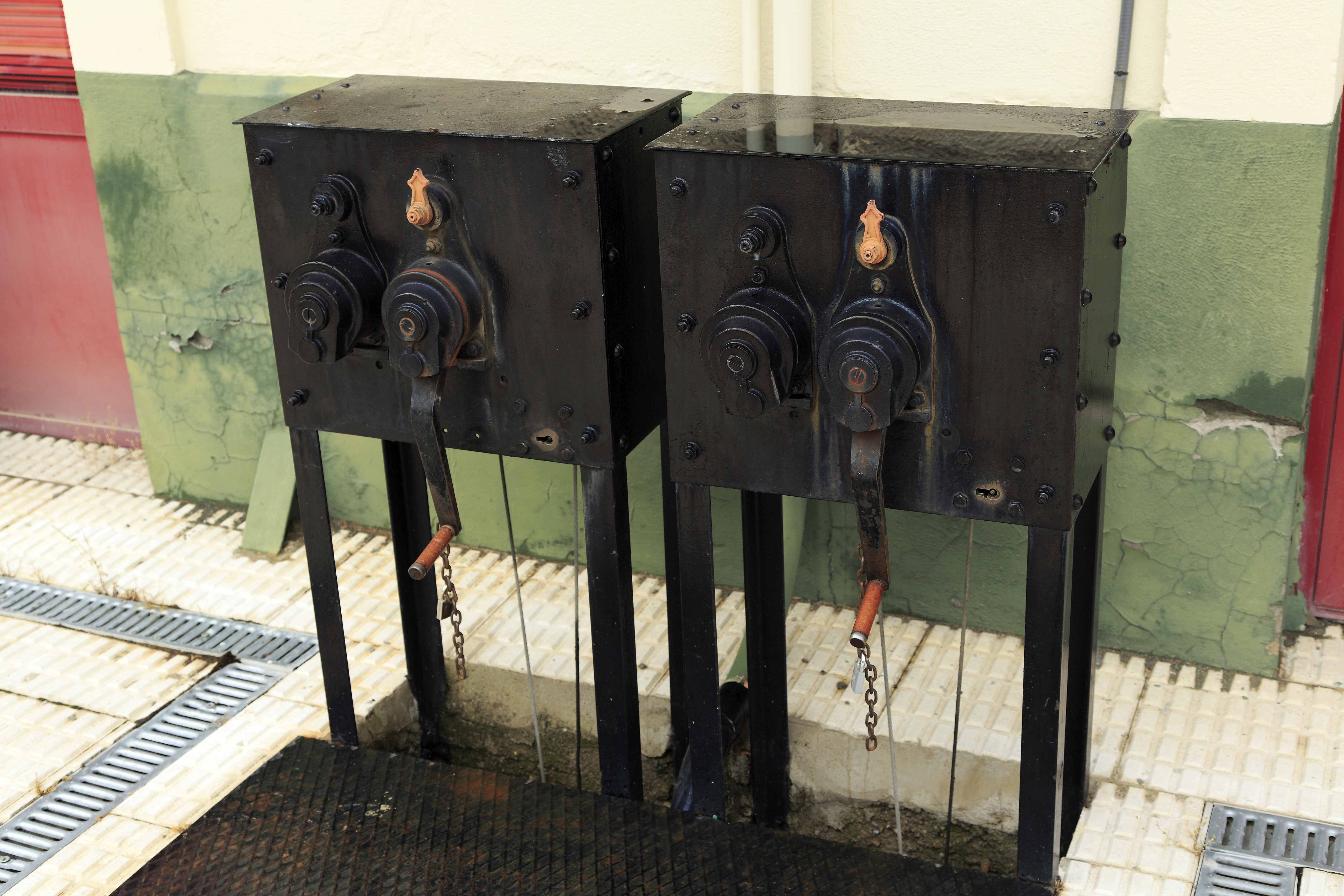
Diese Kurbelwerke sind weiterhin die aktuelle Fahrwegs- und Sicherungstechnik in Sabiñánigo.
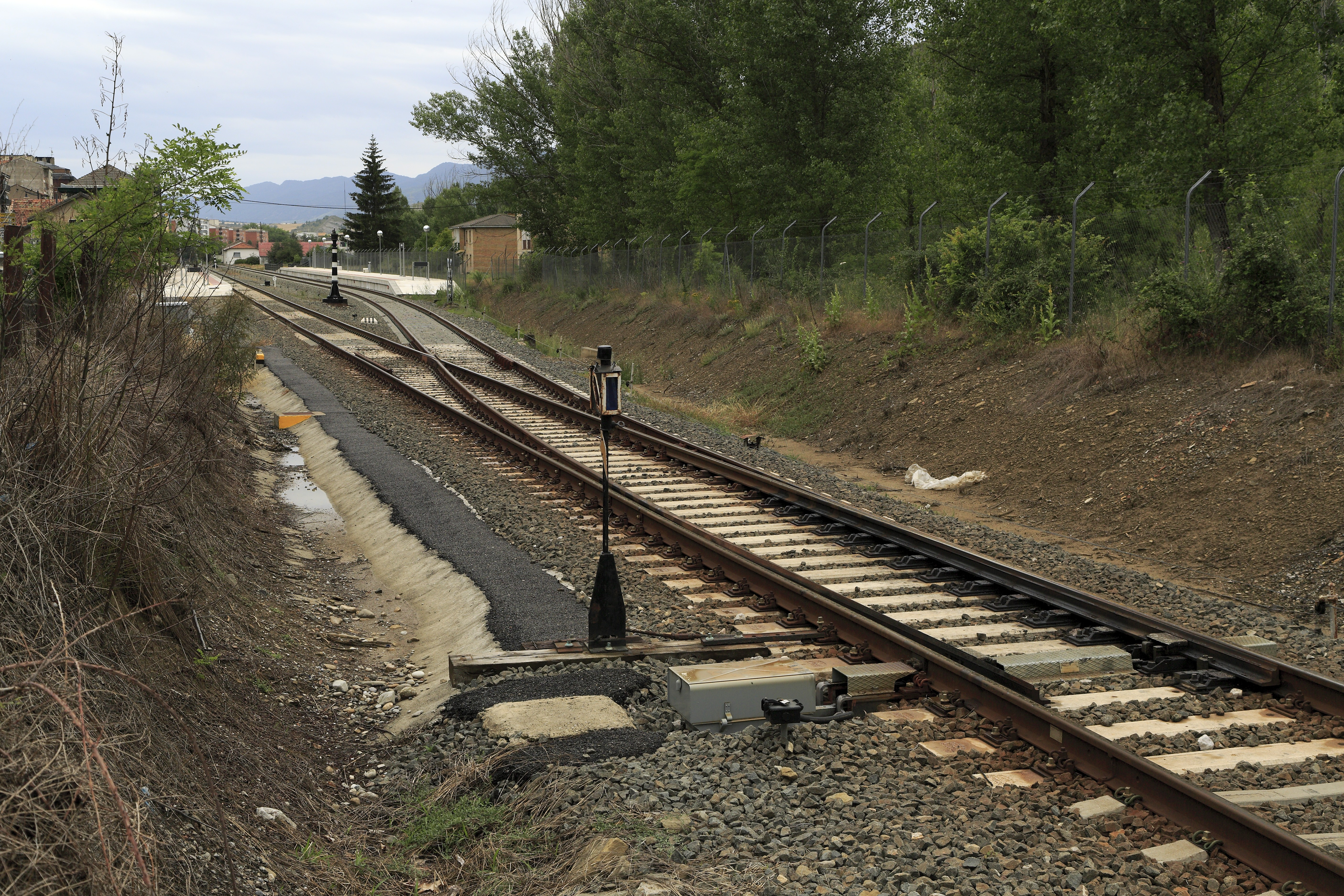
Die Weiche 1 des Bahnhofs Sabiñánigo als Illustration zur Vorbereitung der Umspurung.